# Ed Ruth
Edward "Ed" Lee Ruth (ur. 21 października 1990) – amerykański zapaśnik walczący w stylu wolnym. Zajął piętnaste miejsce na mistrzostwach świata w 2014. Drugi w Pucharze Świata w 2015 roku. Zajął 23. miejsce na Uniwersjadzie w 2013, jako zawodnik Pennsylvania State University.
Zawodnik Susquehanna Township High School z Harrisburgu i Pennsylvania State University. Cztery razy All-American (2011 – 2014) w NCAA Division I; pierwszy w 2012, 2013 i 2014; trzeci w 2011 roku.
Od 2016 roku zawodnik mieszanych sztuk walki (MMA).